# Вирішальне (Сергіївська сільська громада)
Виріша́льне — село в Україні, у Сергіївській сільській громаді Миргородського району Полтавської області. Населення становить 190 осіб.
Після ліквідації Гадяцького району у липні 2020 року увійшло до Миргородського району.

## Географія
Село Вирішальне розташоване на лівому березі річки Татарка, на протилежному березі - село Степове.
Поруч пролягає автомобільний шлях Т 1705.

## Історія
- 1914 — дата заснування.
- Село постраждало внаслідок геноциду українського народу, проведеного окупаційним урядом СРСР 1923-1933 та 1946-1947 роках[джерело?].
- 2004 — зміна статута із селища на село.
- До 2016 року орган місцевого самоврядування — Качанівська сільська рада.

## Населення

### Мова
Розподіл населення за рідною мовою за даними перепису 2001 року:
| Мова       | Кількість | Відсоток |
| ---------- | --------- | -------- |
| українська | 184       | 96.84%   |
| російська  | 5         | 2.63%    |
| білоруська | 1         | 0.53%    |
| Усього     | 190       | 100%     |